# Jiang Zemin
Jiang Zemin, född 17 augusti 1926 i Yangzhou, Jiangsu, död 30 november 2022 i Shanghai, var en kinesisk kommunistisk politiker och statsman.
Han var generalsekreterare för Kinas kommunistiska parti och ledamot av politbyråns ständiga utskott 1989–2002, Kinas president 1993–2003, ordförande i partiets Centrala militärkommission 1989–2004 och i Kinas Centrala militärkommission 1990–2005.

## Bakgrund
Jiang härstammade från Jiang-byn (江村) i Jingde härad i Anhui-provinsen, men föddes i Yangzhou i Jiangsu. Han gick med i Kinas kommunistiska parti 1946 och verkade underjordiskt under kinesiska inbördeskriget.

## Karriär i Shanghai
Under åttiotalet var Jiang först borgmästare (1985–1988) och senare partichef i Shanghai (1988–1989).

## Kinas ledare
Åtminstone inledningsvis betraktad som en kompromisskandidat till posten som president efter Deng Xiaoping sedan Zhao Ziyang avpolleterats som följd av sitt agerande under studentdemonstrationerna våren 1989 höll Jiang, som den officiella "kärnan i den tredje generationens ledarskap", fast vid Dengs marknadsinriktade politik, förbättrade Kinas relationer med omvärlden och stärkte centralregeringens makt över landets olika delar. Hans teoretiska arv, inskrivet i den kinesiska grundlagen och partiets konstitution, är doktrinen om De tre representationerna".

## Eftermäle
Av många ansedd som en delvis neo-konservativ politiker kom den kinesiska staten under Jiangs ledning att fortsätta en politisk linje som förde landet allt längre bort från det ideologiska och praktiska arvet efter Mao Zedong. Även om stora delar av den forna maoismen ersattes med en kombination av marknadsideologi och nationalism såg dock Jiang Zemin till att partiet behöll ett fortsatt hårt grepp om makten.